# Adachi Myokengu
Le sanctuaire Adachi Myokengu, également connu sous le nom de sanctuaire Mioya, est un sanctuaire shinto situé à Kitakyushu. Il est dédié à Ame-no-Minakanushi, parfois connu sous le nom bouddhiste de Myōken, d'où son nom alternatif.
Le sanctuaire a été fondé en 770 par le noble Wake no Kiyomaro, qui, après avoir déjoué les plans de Dōkyō visant à prendre le pouvoir, fut exilé sur le mont Adachi. C'est là, sauvé par des sangliers, qu'il décida de fonder ce sanctuaire.
Il existe également une similarité phonétique et dans les caractères utilisés entre le sanctuaire Shimogamo, officiellement appelé « sanctuaire Kamo-mioya » (賀茂御祖神社, Kamo-mioya jinja), et Adachi Myokengu, renforçant les liens culturels et historiques entre eux.
Les fidèles gravissent le mont Adachi suivant un itinéraire qui le longe, continuant ainsi à honorer et à célébrer les traditions et l'histoire du sanctuaire.